# 中町 (岡崎市)
中町（なかまち）は、愛知県岡崎市の町名。現行行政地名は中町1丁目から中町10丁目と10個の小字。

## 地理
岡崎市の西部に位置し、中心街の一角に相応する。町内に10ずつの丁目と、小字を持つ。

### 小字
| - 字大門通（おおもんどおり） - 字小猿塚（おさるづか） - 字北野（きたの） - 字北野東（きたのひがし） - 字栄通（さかえどおり） - 字天神入（てんじんがいり） | - 字長狭間（ながはざま） - 字野添（のぞえ） - 字東丸根（ひがしまるね） - 字屋敷裏（やしきうら） |

## 世帯数と人口
2019年（令和元年）5月1日現在の世帯数と人口は以下の通りである。
| 町丁 | 世帯数    | 人口    |
| ---- | --------- | ------- |
| 中町 | 1,729世帯 | 4,044人 |

### 人口の変遷
国勢調査による人口の推移
| 1995年（平成7年）  | 4,582人 | [ 5 ] |  |
| 2000年（平成12年） | 4,240人 | [ 6 ] |  |
| 2005年（平成17年） | 4,202人 | [ 7 ] |  |
| 2010年（平成22年） | 4,023人 | [ 8 ] |  |
| 2015年（平成27年） | 3,935人 | [ 9 ] |  |

## 学区
市立小・中学校に通う場合、学区は以下の通りとなる。
| 区域 | 小学校             | 中学校             | 高等学校普通科 |
| --- | ------------------ | ------------------ | -------------- |
| 字野添、字屋敷裏 字北野、字天神入 字長狭間のうち通称稲熊6区                                                | 岡崎市立梅園小学校 | 岡崎市立甲山中学校 | 三河学区       |
| 字番町、字東丸根 字長狭間（通称稲熊6区を除く。） 字小猿塚、字北野東 字栄通、字大門通 中町1丁目～中町10丁目 | 岡崎市立根石小学校 | 岡崎市立甲山中学校 | 三河学区       |

## 歴史
額田郡中村の一部を前身とする。

### 沿革
- 1878年（明治11年） - 額田郡岡崎蛤町が中村となる[11]。
- 1889年（明治22年）10月1日 - 町村制施行に伴い、岡崎横町・岡崎亀井町・岡崎久右衛門町・岡崎魚町・岡崎康生町・岡崎材木町・岡崎十王町・岡崎松本町・岡崎上肴町・岡崎伝馬町・岡崎田町・岡崎唐沢町・岡崎島町・岡崎投町・岡崎能見町・岡崎八幡町・岡崎板屋町・岡崎福寿町・岡崎門前町・岡崎祐金町・岡崎裏町・岡崎両町・岡崎連尺町・岡崎六地蔵町・岡崎籠田町・菅生村・中村・梅園村・八帖村・六供村が合併し、岡崎町大字中となる[11]。
- 1916年（大正5年）7月1日 - 市制施行に伴い、岡崎市大字中となる[12]。
- 1917年（大正6年）7月1日 - 中町に改称[12]。
- 1943年（昭和18年） - 1～10丁目を設置[12]。
- 1957年（昭和32年）11月15日 - 一部が曙町1～2丁目・西中町1～2丁目・蓬萊町1～2丁目・若宮町1～3丁目・伝馬通4～5丁目・両町2～3丁目・門前町1丁目となる[12]。

## 交通
道路
- 都市計画道路岡崎環状線（小呂通り）[13]
- 都市計画道路伝馬町線（伝馬通り）[13]
- 大門通り
- 別院前通り

## 施設
- 岡崎中町郵便局
- 上水道根石配水場
- 岡崎歯科総合センター
- 岡崎天満宮
- 白山神社
- 極楽寺
- 総持尼寺
- 真宗大谷派三河別院
- 大泉寺
- 地蔵寺
- 東照寺
- 御嶽教朝日教会
- 中町共同墓地
- 丸石醸造
- ドラッグスギヤマ 岡崎中町店
- ショッピングセンターアロー
- ファミリーマート 岡崎中町店

### 教育
- 岡崎女子大学
- 岡崎女子短期大学
- 岡崎市立甲山中学校
- 岡崎市立燕ヶ丘保育園

## ギャラリー
- 岡崎女子短期大学
- 岡崎市立甲山中学校
- 丸石醸造
- 岡崎歯科総合センター
- 極楽寺
- 総持尼寺
- 大泉寺
- 真宗大谷派三河別院
- 中七児童遊園
- 根石配水場

## その他

### 日本郵便
- 郵便番号 : 444-0015[3]（集配局：岡崎郵便局[14]）。

## 参考資料
- 「角川日本地名大辞典」編纂委員会 編『角川日本地名大辞典 23 愛知県』角川書店、1989年3月8日。ISBN 4-04-001230-5。
- 有限会社平凡社地方資料センター 編『日本歴史地名体系第23巻 愛知県の地名』平凡社、1981年。ISBN 4-582-49023-9。
- 新編岡崎市史編さん委員会 編『新編岡崎市史 総集編 20』1993年。